# Čertovická linie

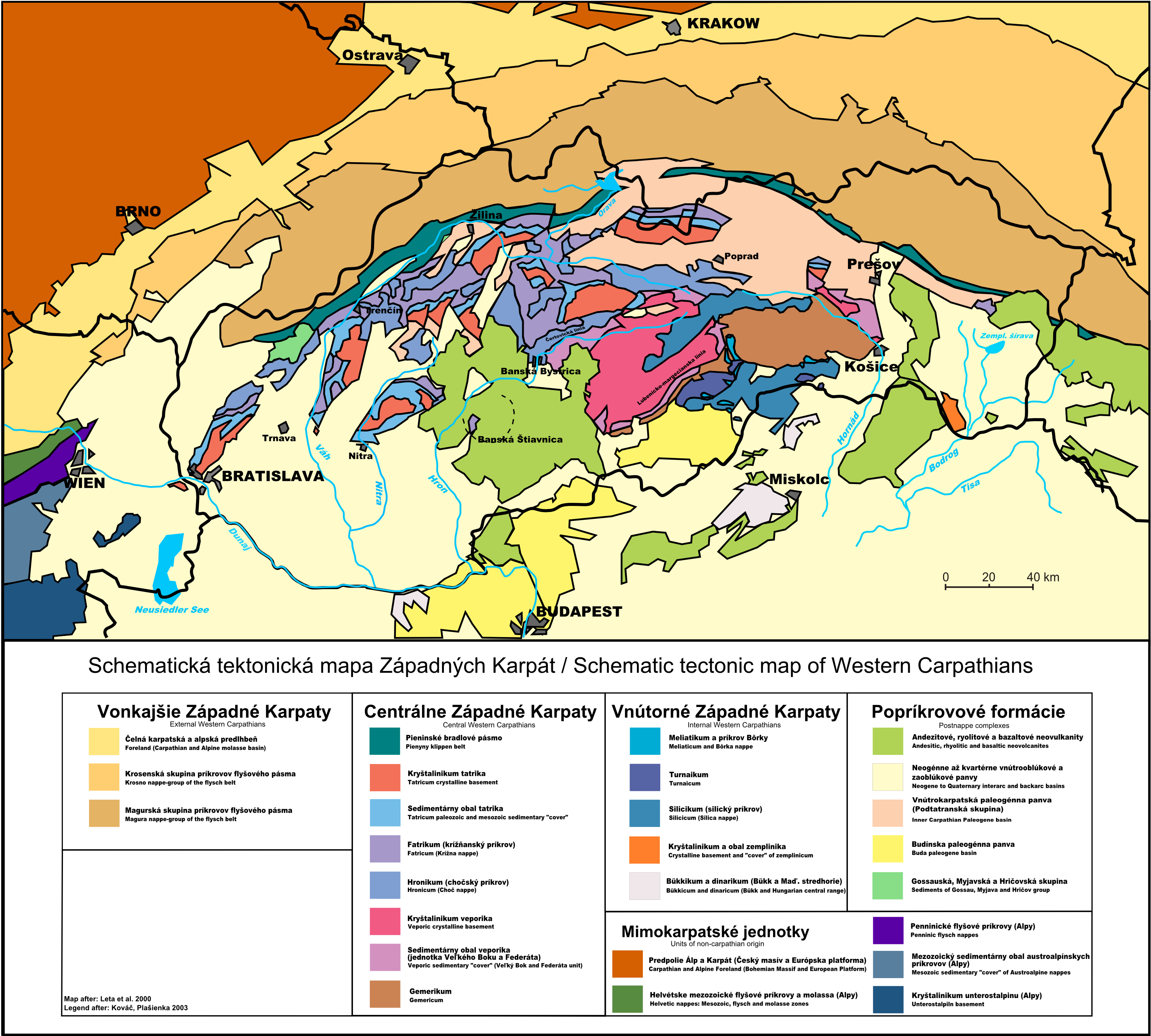
Tektonická mapa Slovenska

Čertovická linie (slovensky Čertovická línia) je významná zlomová oblast vyššího řádu v Centrálních Západních Karpatech. Odděluje tatrikum od veporika a je kořenovou zónou fatrika (krížňanského příkrovu).
Linie je pojmenována podle sedla Čertovica v Nízkých Tatrách, které je jedinou oblastí, kde je sledovatelná na povrchu v oblasti od Mýta pod Ďumbierem po Vyšnou Bocu. Její ostatní části jsou překryty hronikem, silicikem (příkrov Drienku) nebo mladším třetihorním potektonickým pokryvem a neovulkanity. Linie podle geofyzikálních měření pokračuje pod povrchem jihozápadním směrem přibližně údolím řeky Hron, až na čáru Levice - Komárno. V oblasti Komárna se napojuje na rábskou zlomovou linii a pokračuje k pohoří Leitha. Směrem na severovýchod je narušena mladším muráňským zlomem, přechází pod Levočské vrchy. Podle některých předpokladů se severně od Braniska napojuje na peripieninský lineament.
Zlomová linie nemá ve svém průběhu stejnou velikost sklonu. V oblasti na západ od sedla Čertovica dosahuje sklon kolem 60-90°, na severovýchodě a v sedle samém je její sklon mírnější a dosahuje jen 20-30°.
Mezi její doprovodné zlomy patří zlom Lenivá, podle některých předpokladů i mojmírovské zlomy jižně od Tribeče.

## Vznik
K vzniku linie došlo ve střední křídě mezi albem a cenomanem během benkovské fáze, kdy se veporikum začalo nasouvat na prostor zliechovské pánve fatrika. K tomuto pohybu došlo v důsledku výzdvihu pochovaných částí veporika. Přitom byl prostor fatrika téměř celkově uzavřen, s veporickým podkladem zůstala soudržná jen jeho část, tvořící jednotku Veľkého Boku. Veporikum se při tomto pohybu částečně nasunulo na tatrikum. V současnosti však jeví Čertovická linie znaky opačného pohybu a extenze.